# Evert Joost Zwaan
Evert Willem Joost (E.J.) Zwaan (Doorn (Utrecht), 3 maart 1932) is een Nederlands psycholoog en emeritus-hoogleraar klinische pedagogiek aan de Universiteit Utrecht.

## Levensloop
Na het gymnasium bèta studeerde Zwaan psychologie, en promoveerde in 1965 onder David Jacob van Lennep op het proefschrift "Links en rechts in waarneming en beleving."
Aan de Universiteit Utrecht was Zwaan in 1964 begonnen als medewerker van Johannes Linschoten. In 1976 werd hij lector klinische pedagogiek, waarbij hij op 10 april 1978 de openbare les "De eenheid der methodologie" uitsprak. Op 1 januari 1980 werd dit lectoraat omgezet in een gewoon hoogleraarschap met dezelfde leeropdracht. Onder zijn promovendi waren Ben Baarda en Jan Dirk van der Ploeg, later hoogleraar orthopedagogiek aan de Universiteit Leiden. 
Bij een reorganisatie in 1988 in de Universiteit Utrecht werd Zwaan's leerstoel opgeheven, en volgde voor Zwaan een eervol ontslag. In die tijd verleende Zwaan assistentie bij de totstandkoming van het in 1990 gepubliceerde Basisboek Methoden en Technieken van Baarda en Martijn de Goede.
In 1991 publiceerde Zwaan met Ans Aussems en Ellen van Beek het boek Straffen in de opvoeding, dat enige opzien baarde. In de jaren 1950 en 1960 gingen veel pedagogen ervan uit dat straf schadelijk is voor de gezonde ontwikkeling van een kind. Zwaan, Aussems en Van Beek constateerden echter dat sinds eind jaren 1970 weer meer waarde werd gehecht aan discipline. Hierbij werd straf als een "zeer geschikt" middel in de opvoeding beschouwd.

## Publicaties, een selectie
- Links en rechts in waarneming en beleving : een experimenteel onderzoek naar de invloed van de schriftrichting op de functies van links en rechts in de waarneming. 1965.
- Leven met angst : over het optreden en bestrijden van fobieën, 1975.
- De eenheid der methodologie, Inaugurele rede Utrecht, 1978.
- Straffen in de opvoeding. Met A.M.J. Aussems en Ellen van Beek, cco, 1991.

Artikelen, een selectie
- Broerse, Aleid C., and E. J. Zwaan. "The information value of initial letters in the identification of words." Journal of Verbal Learning and Verbal Behavior 5.5 (1966): 441-446.

Over het werk van Zwaan
- O'brien, Edward J., Anne E. Cook, and Kelly A. Peracchi. "Updating Situation Models: Reply to Zwaan and Madden (2004)." (2004): 289.